# 巴顿撞击坑
巴顿撞击坑（英語：Barton）是金星上一个直径54-公里(32-英里)的撞击坑，它是指金星上始于峰形环的撞击坑尺寸，而不是仅单一中央峰的撞击坑尺寸。巴顿撞击坑的表面平坦且雷达反射较暗，表明可能自撞击坑形成后的某个时间，已被熔岩流侵蚀充填。巴顿撞击坑的中央峰环是不连续的，在撞击坑形成期间或之后就已断裂和分离。该撞击坑被命名为克拉拉·巴顿，美国红十字会创始人。